# ان‌جی‌سی ۳۱۸۵
ان‌جی‌سی ۳۱۸۵ (انگلیسی: NGC 3185) نام یک کهکشان در صورت فلکی شیر است.